# Viktorijansko doba
Viktorijansko doba u Ujedinjenom Kraljevstvu smatra se period koji je kraljica Viktorija provela na britanskom tronu, od 1837. do 1901. godine, iako su neki povjesničari mišljenja da je ovaj period započeo 1832., izmjenama prava glasovanja (Reform Act 1832). 
Viktorijina dugogodišnja vladavina postala je simbolom zlatnoga doba britanskog imperija (viktorijansko doba), koje je obilježio nagli razvoj kapitalističke proizvodnje i tržišta, privredni prosperitet i razvoj građanskog društva (građanski model obitelji, radnih odnosa i morala). Britansko kolonijalno carstvo postiže svoj vrhunac. Država prolazi nagli gospodarski uspon i postaje jednom od najmoćnijih svjetskih sila.
Viktorijansko doba je bilo vrlo strogo, primjerice, muškarci i žene se nisu smjeli kupati u istom kupalištu. 
Viktorijansko doba je slijedilo nakon georgijanskog doba a poslije Viktorijanskog doba slijedi edvardijansko doba.

## Vanjske poveznice
- 1876., Victorian England Revisited
- Great Victorian Lives - An Era in Obituaries from The Times[neaktivna poveznica]
- A collection of primary-source documents drawn from Victorian periodicals.  Arhivirana inačica izvorne stranice od 17. srpnja 2013. (Wayback Machine)
- The Victorian Dictionary
- The Victorian Web
- Timelines: Sources from history - British Library interactive  Arhivirana inačica izvorne stranice od 10. rujna 2017. (Wayback Machine)